# Sosor Gonting (Dolok Sanggul)
Sosor Gonting is een bestuurslaag in het regentschap Humbang Hasundutan van de provincie Noord-Sumatra, Indonesië. Sosor Gonting telt 1644 inwoners (volkstelling 2010).